# Aleksey Gennadyevich Dyumin
Aleksey Gennadyevich Dyumin (tiếng Nga: Алексей Геннадьевич Дюмин, sinh ngày 28 tháng 8 năm 1972) là một chính khách, công chức cao cấp của Chính phủ Liên bang Nga, quân nhân Lực lượng Vũ trang Liên bang Nga quân hàm Thượng tướng, anh hùng Liên bang Nga. Hiện ông đang đảm đương vị trí Thư ký Hội đồng Nhà nước. Trước đây, ông từng là phó chỉ huy Đội Cảnh vệ của Thủ tướng Viktor Zubkov, phó chỉ huy Đội Cảnh vệ của Tổng thống Putin, phó chỉ huy trưởng lực lượng tình báo quân đội (GRU), rồi làm chỉ huy trưởng Lực lượng Tác chiến đặc biệt, rồi Thứ trưởng Bộ Quốc phòng (tháng 12 năm 2015), rồi Tỉnh trưởng Tỉnh Tula. Trong thời gian làm phó chỉ huy trưởng GRU, ông đã phụ trách việc giành lại Krym. Vì quân công này, ông được phong quân hàm Trung tướng vào tháng 12 năm 2015 và danh hiệu Anh hùng Liên bang Nga vào năm 2016. Năm 2021, ông được phong quân hàm Thượng tướng.